# Квинт Помпей (трибун)
Вижте пояснителната страница за други значения на Квинт Помпей).
Квинт Помпей (на латински: Quintus Pompeius) е политик на Римската република през 2 век пр.н.е. от плебейския род на Помпеите, народен трибун 132 пр.н.е. или около 130 пр.н.е.

## Биография
Син е на Квинт Помпей (консул 141 пр.н.е. и цензор 131 пр.н.е.). Брат е на Помпея и на Секст Помпей, магистър на Монетния двор през 137 пр.н.е.
През 133 пр.н.е. Квинт Помпей опонира на политика Тиберий Гракх. Той живее наблизо до него. През 132 пр.н.е. той е народен трибун и е против аграрната реформа на Тиберий Гракх.
Помпей се жени за римлянка и има двама сина: Квинт Помпей Руф (консул 88 пр.н.е.) и Авъл Помпей (народен трибун 102 пр.н.е.).